# Francis Lee (Regisseur)

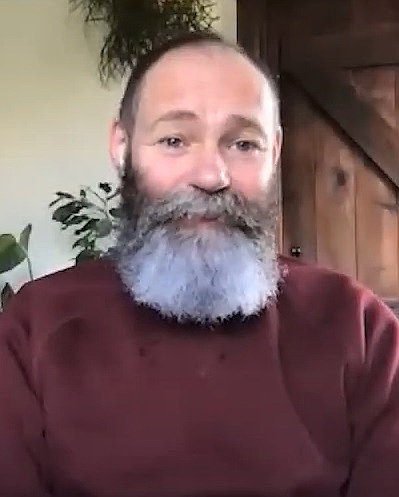
Francis Lee (2021)

Francis Lee (* 1969 in Soyland, Calderdale, West Yorkshire) ist ein englischer Filmschauspieler, Filmregisseur und Drehbuchautor.

## Leben
Francis Lee wurde 1969 in Soyland in West Yorkshire geboren, wo seine Familie einen landwirtschaftlichen Betrieb unterhielt. Nach seiner Zeit in der Sekundarstufe der Ryburn Valley High School in Sowerby Bridge und am Wakefield District College studierte er am Rose Bruford College of Speech and Drama und arbeitete hiernach im Theaterbereich. Sein Debüt als Filmschauspieler gab Lee 1994 in einer Folge der Fernsehserie Peak Practice. 1999 übernahm er in Topsy-Turvy – Auf den Kopf gestellt von Mike Leigh seine erste Filmrolle, allerdings blieben die meisten seiner Film- und Fernsehrollen nur kleiner Natur.
Mit 40 Jahren begann er sich, nachdem er an der Schauspielerei zunehmend Interesse verlor und seine eigenen Geschichten erzählen wollte, mit der Regiearbeit. Um sich das Geld für die Filmarbeit zu verdienen, arbeitete er einige Zeit auf einer Müllhalde. Für seinen Kurzfilm The Farmer’s Wife wurde Lee beim Leeds International Film Festival 2012 mit dem Yorkshire Film Award (Best Yorkshire Film) ausgezeichnet. Nach diesem und einigen weiteren Kurzfilmen führte Lee bei God’s Own Country erstmals Regie bei einem Spielfilm. Lee schrieb auch das Drehbuch zum Film und stellte diesen beim Sundance Film Festival 2017 vor, wo er mit dem Directing Award im World Cinema ausgezeichnet wurde, und im Februar 2017 in der Sektion Panorama bei der 67. Berlinale. Diesen Film drehte Lee unter anderem in und um Keighley in West Yorkshire, ganz in der Nähe seines Geburtsortes Soyland, wo er auf einem Bauernhof aufgewachsen war.
Im September 2020 stellte Lee beim Toronto International Film Festival seinen Film mit dem Titel Ammonite vor, unter anderem mit Saoirse Ronan, Kate Winslet und Fiona Shaw besetzt.

## Filmografie (Auswahl)
Als Schauspieler (Auswahl)
- 1994: Peek Practice (Fernsehserie, 1 Folge)
- 1999: Topsy-Turvy – Auf den Kopf gestellt (Topsy-Turvy)
- 1999/2005: Inspector Barnaby (Fernsehserie, 2 Folgen)
- 2001: Meine beste Freundin (Me Without You)
- 2003–2009: Heartbeat (Fernsehserie, 3 Folgen)

Als Regisseur
- 2012: The Farmer’s Wife (Kurzfilm)
- 2013: Bradford Halifax London (Kurzfilm)
- 2014: The Last Smallholder (Dokumentar-Kurzfilm)
- 2017: God’s Own Country (Spielfilm, Regie und Drehbuch)
- 2020: Ammonite (Spielfilm, Regie und Drehbuch)

## Auszeichnungen (Auswahl)
British Independent Film Award
- 2017: Nominierung für die Beste Regie (God’s Own Country)
- 2017: Nominierung für das Beste Drehbuch (God’s Own Country)
- 2017: Nominierung für die Beste Debütregie (God’s Own Country)
- 2017: Auszeichnung für das Beste Debütdrehbuch (God’s Own Country)

Edinburgh International Film Festival
- 2017: Auszeichnung als Bester britischer Film mit dem Michael Powell Award (God’s Own Country)[10]

Evening Standard British Film Award
- 2018: Nominierung in der Kategorie Breakthrough of the Year (God’s Own Country)[11]

Internationales Filmfestival von Stockholm
- 2017: Auszeichnung für die Beste Regie (God’s Own Country)[12]

Leeds International Film Festival
- 2012: Auszeichnung mit dem Yorkshire Film Award als Bester Yorkshire Film (The Farmer’s Wife)

London Critics’ Circle Film Award
- 2018: Auszeichnung in der Kategorie Breakthrough British/Irish Filmmaker of the Year (God’s Own Country)[13]

NewFest
- 2021: Auszeichnung mit dem World Queer Visionary Award[14]

San Francisco International Film Festival
- 2017: Nominierung für den Golden Gate Award New Directors Prize – Narrative films (God’s Own Country)[15]

Sundance Film Festival
- 2017: Auszeichnung für die Beste Regie mit dem World Cinema Dramatic Special Jury Award (God’s Own Country)
- 2017: Auszeichnung mit dem Directing Award im World Cinema (God’s Own Country)[16]

Teddy Award
- 2017: Nominierung als Bester Spielfilm (God’s Own Country)
- 2017: Auszeichnung mit dem Männer Jury Award (God’s Own Country)
- 2017: Auszeichnung mit dem Männer-Readers Jury Award (God’s Own Country)